# Édifice Wilder - Espace danse
L’Édifice Wilder - Espace danse est un bâtiment des arts de scène à Montréal (Québec), utilisé comme lieu de diffusion en danse contemporaine et opéré depuis 2017 par la compagnie l'Agora de la danse.

## Le bâtiment
L'Édifice Wilder est situé au 1435 rue de Bleury à Montréal dans l'arrondissement Ville-Marie, au cœur du Quartier des spectacles. Construit en 1923 pour des fins commerciales, l'édifice a été complètement transformé pour devenir un espace consacré à la danse, accueillant : Les Grands Ballets Canadiens, l'Agora de la danse, Tangente et l'École de danse contemporaine de Montréal.
En 2017, Danse-Cité devient locataire et compagnie de danse résidente du bâtiment, qui est aussi appelé l'Agora de la danse, l'organisme qui l'opère. Cette même année marque la fin d'une période de transformation de l'édifice, comprenant la réfection des 11 étages existants de l'édifice datant de 1918 ainsi que la construction de deux bâtiments de six et huit étages. L'édifice Wilder offre alors 22 300 mètres carrés de plancher à ses résidents et ses visiteurs.